# Coupe de Belgique féminine de handball 1994-1995
Navigation
Coupe de Belgique 1993-1994 Coupe de Belgique 1995-1996
La Coupe de Belgique féminine de handball 1994-1995 est la 15e édition de cette compétition organisée par l'Union royale belge de handball (URBH).

## Résultats

### Quarts de finale
| Club                   | Résultat | Club          | Lieu              |
| ---------------------- | -------- | ------------- | ----------------- |
| DHC Meeuwen            | ?        | HK Tongeren   | Meeuwen-Gruitrode |
| V&F Sasja HC Antwerpen | ?        | DHC Overpelt  | Anvers            |
| STHV Juventus Melveren | ?        | Fémina Visé T | Saint-Trond       |
| Initia HC Hasselt      | ?        | H.Villers 59  | Hasselt           |

### Demi-finales
| Club          | Résultat    | Club                   | Lieu              |
| ------------- | ----------- | ---------------------- | ----------------- |
| Fémina Visé T | 14-13       | Initia HC Hasselt      | Visé              |
| DHC Meeuwen   | 14-14 (4-2) | V&F Sasja HC Antwerpen | Meeuwen-Gruitrode |

### Finale
,.
| 24 mars 1995 19h00 | DHC Meeuwen  | 21-18 | Fémina Visé T | Hasselt Arbitrage : Buys, Cremers |
| 24 mars 1995 19h00 | Van Leuken 4 |       | Jakimovicz 10 | Hasselt Arbitrage : Buys, Cremers |

## Vainqueur
| Coupe de Belgique féminine de handball 1994-1995 DHC Meeuwen 1er titre |